# Campeonato de España Femenino 1962
El Campeonato de España Femenino 1962 corresponde a la 10.ª edición de dicho torneo. Se celebró entre el 22 y el 26 de mayo de 1962 en el Palacio de los Deportes de Madrid. El campeón de la edición accede a la Copa de Europa 1962-63.

## Desarrollo
El palmarés de la FEB sitúa esta final en Salamanca. Sin embargo, en las crónica del Mundo Deportivo y del periódico ABC dejan claro que se disputó en Madrid.

## Fase de clasificación
En diferentes sedes se disputaron partidos para definir los equipos participantes de la edición, fuera de los que ya tenían una plaza fijada.
|  | San José de Gijón | 21–58 | Salamanca |  |  |

|  | Baloncesto San Sebastián | 29–37 | Zaragoza |  |  |

|  | Granada CF | Desconocido | ND |  |  |

## Fase de grupos
Los partidos de la primera jornada de esta fase de grupos se disputaron en el campo de Nuestra Señora de la Almudena de Madrid, las otras dos jornadas se disputaron en el Palacio de los Deportes de Madrid. Esta fase se jugó los días 22, 23 y 24 de mayo de 1962.

### Grupo A
| Pos. | Equipo           | PJ | G | P | PF  | PC  | DP  | Pts | Clasificación o descenso   |   | IND   | CRE   | COR | SAL   |
| ---- | ---------------- | -- | - | - | --- | --- | --- | --- | -------------------------- | - | ----- | ----- | --- | ----- |
| 1    | Indo Barcelona   | 3  | 3 | 0 | 100 | 71  | +29 | 6   | Clasifican a la Fase final |   | —     | 26–24 | –   | 43–22 |
| 2    | CREFF Madrid     | 3  | 2 | 1 | 115 | 83  | +32 | 5   | Clasifican a la Fase final |   | –     | —     | –   | 45–14 |
| 3    | Medina La Coruña | 3  | 1 | 2 | 117 | 95  | +22 | 4   |                            |   | 25–31 | 43–46 | —   | 49–18 |
| 4    | Salamanca        | 3  | 0 | 3 | 54  | 137 | −83 | 3   |                            | – | –     | –     | —   |       |

 Fuente: Mundo Deportivo

### Grupo B
| Pos. | Equipo         | PJ | G | P | PF | PC  | DP  | Pts | Clasificación o descenso   |   | MED   | GRA   | ZAR   | PIC   |
| ---- | -------------- | -- | - | - | -- | --- | --- | --- | -------------------------- | - | ----- | ----- | ----- | ----- |
| 1    | Medina Madrid  | 3  | 2 | 1 | 99 | 88  | +11 | 5   | Clasifican a la Fase final |   | —     | 23–26 | 33–27 | 43–35 |
| 2    | Granada CF     | 3  | 2 | 1 | 98 | 94  | +4  | 5   | Clasifican a la Fase final |   | –     | —     | 38–42 | –     |
| 3    | Zaragoza       | 3  | 2 | 1 | 95 | 93  | +2  | 5   |                            |   | –     | –     | —     | –     |
| 4    | Picadero J. C. | 3  | 0 | 3 | 86 | 103 | −17 | 3   |                            | – | 29–34 | 22–36 | —     |       |

 Fuente: Mundo Deportivo

## Fase final
|  | Semifinales    | Semifinales    | Semifinales  |              |                | Final          | Final         | Final        |  |
|  | 25 de mayo     | 25 de mayo     | 25 de mayo   |              |                | 26 de mayo     | 26 de mayo    | 26 de mayo   |  |
|  |                |                |              |              |                |                |               |              |  |
|  |                |                |              |              |                |                |               |              |  |
|  | Indo Barcelona | Indo Barcelona | 42           |              |                |                |               |              |  |
|  | Indo Barcelona | Indo Barcelona | 42           |              |                |                |               |              |  |
|  | Granada CF     | Granada CF     | 38           |              |                |                |               |              |  |
|  | Granada CF     | Granada CF     | 38           |              | Indo Barcelona | Indo Barcelona | 34            |              |  |
|  |                |                |              |              | Indo Barcelona | Indo Barcelona | 34            |              |  |
|  |                |                | CREFF Madrid | CREFF Madrid | 38             |                |               |              |  |
|  | Medina Madrid  | Medina Madrid  | CREFF Madrid | CREFF Madrid | 38             | 38             |               |              |  |
|  | Medina Madrid  | Medina Madrid  |              |              |                | 38             |               |              |  |
|  | CREFF Madrid   | CREFF Madrid   | 41           |              |                | Tercer lugar   | Tercer lugar  | Tercer lugar |  |
|  | CREFF Madrid   | CREFF Madrid   | 41           |              |                | Tercer lugar   | Tercer lugar  | Tercer lugar |  |
|  |                |                |              |              |                |                |               |              |  |
|  |                |                |              |              |                | Granada CF     | Granada CF    | 32           |  |
|  |                |                |              |              |                | Granada CF     | Granada CF    | 32           |  |
|  |                |                |              |              |                | Medina Madrid  | Medina Madrid | 29           |  |
|  |                |                |              |              |                | Medina Madrid  | Medina Madrid | 29           |  |
|  |                |                |              |              |                |                |               |              |  |

### Final
| 26 de mayo de 1962, 18:15 | Indo Barcelona                     | 34–38       | CREFF Madrid           | |  |
|                           | Marcador por tiempos: 17–23, 17–15 |             |                        | |  |
|                           | Estadísticas Puentes 15            | Reporte Pts | Estadísticas Flaquer 9 | Pabellón: Palacio de los Deportes, Madrid Árbitros: Martín Alonso (Madrileño), Villagrasa (Catalán) |  |

| Ganadoras del Campeonato de España Femenino 1962 |
| ------------------------------------------------ |
| CREFF Madrid 1º título                           |